# Palacio de Anglada
El palacio de Anglada, también conocido como palacio de Aguado o palacio de Larios, fue un edificio de la ciudad española de Madrid, actualmente desaparecido.

## Descripción

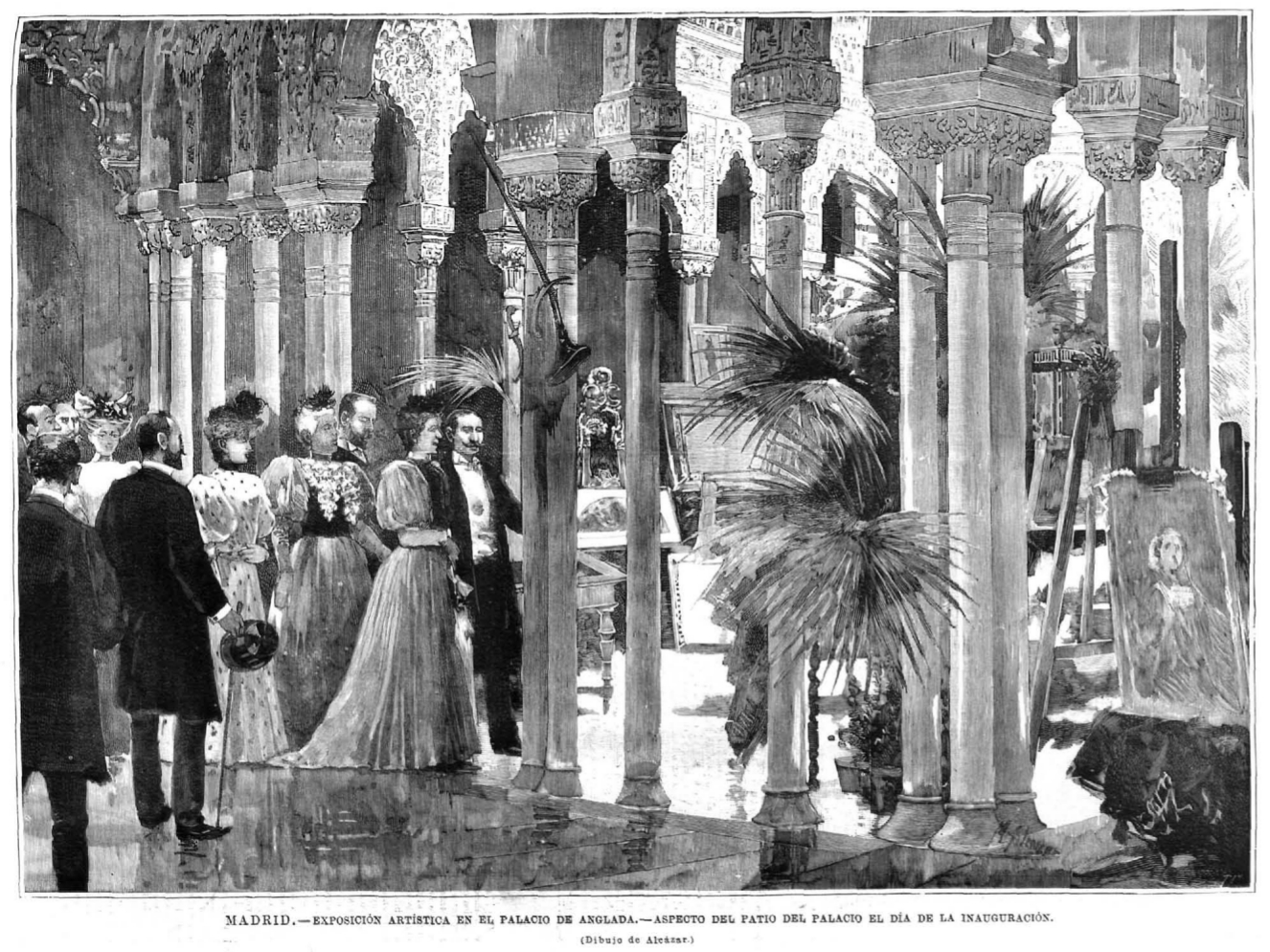
Exposición de arte en el palacio en 1895 (La Ilustración Española y Americana, dibujo de Alcázar.

Se encontraba situado en el paseo de la Castellana. El edificio, proyectado por el arquitecto Emilio Rodríguez Ayuso y erigido en la década de 1870, fue mandado construir por el banquero Aguado y posteriormente adquirido por el empresario y político Juan Anglada y Ruiz. De estilo ecléctico en su interior contaba con un patio reminiscente del de los Leones de la Alhambra.
Entre sus propietarios figuraron los empresarios y políticos malagueños José Aurelio Larios Larios, III marqués de Larios, junto con Enrique Crooke Larios, I marqués del Genal, senador vitalicio.
El palacio fue derribado a mediados de la década de 1960. En el solar resultante se levantaron el Hotel Villa Magna y los grandes almacenes Sears.